# Bidvest Wits Football Club
Wits University Football Club, conhecido pelo seu nome de patrocínio Bidvest Wits Football Club, por causa do patrocínio da Bidvest, é um clube sul-africano de futebol, fundado em 1921. Joga atualmente na Premier Soccer League.
A equipe é apelidado de "The Boys Clever" ou "The Students" por causa da estreita ligação do clube com a Universidade de Witwatersrand.

## História

### Inicio
O clube tem as suas raízes na Universidade de Wits em Joanesburgo, onde foi formado em 1921 por estudantes universitários, representantes do Conselho. O clube competiu em uma variedade de torneios e ligas antes de ganhar a promoção para o Liga Nacional Futebol Sul-Africano em 1975.
Durante a década de 1970 o clube produziu alguns dos melhores jogadores da África do Sul - entre eles o goleiro Gary Bailey, que passou a jogar pelo Manchester United e Inglaterra e Richard Defender Gough, que mais tarde jogou pelo Rangers, Everton.
O clube ganhou seu primeiro grande título em 1978 - vencendo a Taça Mainstay depois de vencer o Kaizer Chiefs na final da competição. Seis anos depois, pegou o BP Top 8, e um ano depois, em 1985 eles novamente bater Chiefs, desta vez na final da Copa do Knockout JPS.

### Anos 90
Na década de 1990 mais sorte para a equipa. Eles ganharam dois troféus, o BP Top 8 ea Taça Coca-Cola, em 1995, sob o comando de John Lathan. Mas um ano depois, ficaram perto de ser rebaixado da recém-formada Premier Soccer League - só sobrevivem graças a uma vitória suada no último jogo da temporada, contra o Jomo Cosmos.
Meio da tabela termina seguido em 1997 e 1998, o clube terminou em sexto lugar em 1999/00 - ajudado amplamente pela forma inspiradora do zagueiro Pedro Gordon, que jogou 400 vezes pelo clube e ganhou bonés para África do Sul (Instituto Nacional Sul Africano Team), eo atacante Sam Magalefa que terminou como artilheiro do clube.
Em 2000/01, o clube terminou em um decepcionante 13 novo treinador escocês Jim Bone. Um ano depois, ex-goleiro Bafana Bafana Roger De Sá foi nomeado treinador principal, e ele imediatamente restaurou a ordem com o clube em 7 de acabamento do PSL em 2002, graças à vitória por 3-1 no último dia da temporada sobre Orlando Pirates.
Sob as coisas de Sá reinado parecia estar olhando para cima de Wits, com o clube termina garantir terceiro colocado no PSL em 2003 e novamente em 2004. Mas em 2005 as coisas tomaram um rumo para o pior, como ultra de Sá-táticas defensivas, juntamente com um leitor de êxodo em massa no início da temporada, viu o placar lado apenas 24 gols em 30 jogos da Liga para terminar na cauda do pelotão.

### Anos 2005 em diante
No início da temporada 2005/06, ex-Santos Cape Town e Maritzburg treinador Unidos Boebie Salomão foi nomeado treinador principal e primeira temporada Solomons 'responsável trouxe um retorno ao PSL para os meninos inteligentes, com o clube confortavelmente vencer a Mvela Golden League (a segunda camada do futebol sul-Africano) depois de iniciar a temporada com seis vitórias consecutivas.
Em junho de 2007, Roger de Sa retornou ao clube depois de uma ausência de dois anos. Ele substituiu zelador Eric Tinkler Boebie Salomão que sucedeu durante a temporada 06/07. Em 2017, venceu a Premier League sul-africana.

## Títulos
| NACIONAIS | NACIONAIS               | NACIONAIS | NACIONAIS         |
|           | Competição              | Títulos   | Temporadas        |
| --------- | ----------------------- | --------- | ----------------- |
|           | Premier Soccer League   | 1         | 2017.             |
|           | Nedbank Cup             | 2         | 1978, 2010.       |
|           | Telkom Knockout Cup     | 3         | 1985, 1995, 2017. |
|           | MTN 8                   | 3         | 1984, 1995, 2016. |
|           | National First Division | 1         | 2006              |